# Rugby union
Rugby union (skraćenica za rugby union football i pojam pod kojim se podrazumijeva današnji rugby, još poznat i kao union u državama gdje se igra i rugby league), vanjski je sport koji se igra između dvije momčadi sastavljene od petnaest igrača čiji je cilj upravljanje ovalnom loptom i postizanje što više bodova tijekom utakmice. Jedan je od dva najzastupljenija oblika rugbyja (uz rugby league), dok je rugby sevens, dinamičnija inačica oba oblika rugbyja, slabije praćen u svijetu.

## Pravila i tijek igre
Utakmica na razini igrača starijih od osamnaest godina traje osamdeset minuta, a sastoji se od dva poluvremena od po 40 minuta uz mogući sučev dodatak za vrijeme potrošeno na ukazivanje pomoći ozljeđenim igračima. Utakmicu kontroliraju glavni sudac, dva pomoćna suca (touch judges), a u većini utakmica na profesionalnoj razini koristi se i sudac koji koristi pomoć televizije (television match official, TMO), poznat i pod nazivom video referee.
Cilj igre svake momčadi, koje su sastavljene od po petnaest igrača, postizanje je što više bodova tijekom utakmice, a momčad koja ostvari veći broj bodova proglašava se pobjedničkom. Bodovi se dobivaju ostvarivanjem tryja (polaganja) i/ili postizanjem zgoditka. Try je ostvaren kada igrač spusti loptu koja je u njegovim rukama iza protivničkoga gola, u prostor predviđen za to, a vrijedi pet bodova. Zgoditak se ostvaruje nogom na način da lopta prijeđe protivnička vrata između dviju stativa i iznad grede, te se spusti u prostor iza gola predviđen za to, a postiže se na jedan od tri iduća načina:
- Kod drop goala igrač postiže zgoditak tijekom aktivne igre na način da lopta dotakne podlogu neposredno nakon ispuštanja iz ruku te neposredno prije udarca nogom.
- Kazneni zgoditak (penalty goal) postiže se tako da se lopta prema protivničkim vratima uputi sa zemlje ili drop kickom, i to nakon što je protivnička momčad skrivila prekršaj.
- Pretvaranje (conversion) dodjeljuje se nakon uspješnoga polaganja (tryja), a iskorištava se ili drop kickom ili uz pomoć pridrživača lopte s ciljem da lopta stoji okomito na tlo.

Drop goal i kazneni zgoditak vrijede po tri boda, dok pretvaranje vrijedi dva boda.
Igralište ne smije biti dulje od sto metara, pri čemu nisu uračunata područja iza gola u kojima se ostvaruju bodovi. Duljina svakoga takvoga prostora ne smije biti manja od deset metara niti veća od 22 metra. Širina igrališta također može varirati, no ne smije biti šire od sedamdeset metara. Stative gola moraju biti međusobno razmaknute 5.6 metara, a greda mora biti na točno tri metra od tla, tako oblikujući oblik slova H. Ukupna visina gola mora biti veća od 3.4 metra.
Tipičan tijek utakmice je ovakav: igrač i momčad koja ima loptu u posjedu kreću se prema protivničkim vratima u nastojanju da ostvare try, sve dok protivnička momčad ne baci na tlo igrača koji ima loptu u posjedu. Kada se to dogodi, igrač koji je bačen, a imao je loptu u posjedu, mora ili dodati ili ostaviti loptu dozvoljavajući tako drugim igračima da se bore za nju. Borba za loptu, ako je ona zaglavljena na tlu između više igrača različitih momčadi, odvija se tako da momčadi stvore skup, te ona momčad koja dođe u posjed lopte, nastavlja napredovati prema protivničkom golu. Ovakav se proces događa sve dok neka momčad ne napravi prekršaj, uzmakne ili se ostvari try ili postigne zgoditak.
Momčad koja je u posjedu lopte može odabrati napredak prema protivničkim vratima s loptom u rukama svojih igrača ili napucavajući loptu obavezno prema naprijed. Lopta se ne smije dodati prema naprijed, tj. jedino pravilno dodavanje između suigrača je ono u kojemu lopta putuje natrag. Bilo koji igrač koji je bliži protivničkom golu od igrača koji ima loptu u posjedu nalazi se u zaleđu i ne smije utjecati na igru sve dok se ne vrati u područje iza igrača s loptom.
Momčad koja nije u posjedu lopte pokušava zaustaviti protivničkoga igrača u njenom posjedu uklizavanjem koje se sastoji od zahvata i obaranja protivnika na tlo. Igrač koji je oboren mora dodati ili ispustiti loptu pritom dozvoljavajući svim ostalim igračima borbu za nju. Igra se ne zaustavlja sve dok se ne dogodi prekršaj ili lopta/igrač s loptom ne napusti granice igrališta.  
Ako lopta ode izvan granica igrališta (u touch), igra se nastavlja line-outom. Ako neka momčad napravi prekršaj i utakmica se zbog toga zaustavi, momčad nad čijim je igračem prekršaj napravljen, nastavit će igru skupom, slobodnim ili kaznenim udarcem, ovisno o težini prekršaja.
Momčad u napadu postiže zgoditke tako da loptu napuca između stativa i iznad grede protivničkoga gola. Lopta mora biti upućena s tla prilikom dodijeljenog kaznenoga udarca ili drop kicka koji se upućuje najčešće prilikom aktivne igre, iako je bilo slučajeva da se drop kickom izvode i kazneni udarci. Uspješan udarac na gol vrijedi tri boda.
Uobičajeni način ostvarivanja bodova je try (polaganje) i vrijedi pet bodova. Nakon uspješnoga polaganja, momčadi koja je ostvarila polaganje dodjeljuje se slobodan udarac na gol, nazvan pretvaranje, koje vrijedi dva boda ako se uspješno iskoristi. Pretvaranje se izvodi paralelno s mjestom gdje je lopta položena i s bilo koje udaljenosti duž linija označenim zastavicama, koje se nalaze na kraju svake takve linije, a paralelna je s mjestom na kojemu je lopta položena. 
Polaganja su glavni način ostvarivanja bodova i svaka momčad teži polaganjima tijekom utakmice. Drop golovi i kazneni udarci sigurniji su način ostvarivanja bodova protiv brzonoge i pokretljive obrane. U rijetkim situacijama, sudac može dodijeliti kazneno polaganje u korist momčadi u napadu ako njihovi protivnici naprave prekršaj koji je, po sucu, na nedozvoljen način spriječio polaganje momčadi u napadu ili ako konstantnim prekršajima zaustavljaju igru i tako onemogućavaju polaganja.

## Igrači
Momčad u unionu sastoji se od petnaest igrača: osam napadača označenih brojevima od 1 do 8 te sedam braniča (bekova) označenih brojevima od 9 do 15. Ovisno o pravilima natjecanja svakoj momčadi dozvoljeno je držanje do sedam zamjena (rezervi). U profesionalnoj utakmici svaka momčad ima na raspolaganju upravo sedam zamjena, a igrač jednom kada bude zamijenjen nema više pravo sudjelovati do kraja utakmice. Iznimka ovom pravilu je blood bin, tj. igrač koji krvari mora trenutačno napustiti teren i ako je ozljeda sanirana, vratiti se na teren. Tijekom boravka u blood binu ozlijeđenoga igrača smije zamijeniti jedan od rezervnih igrača. Ako se ozlijeđeni igrač vrati unutar petnaest minuta umjesto rezerve koja ga je zamijenila, ta zamjena se ne računa i igrač koji je nakratko zamijenio ozlijeđenoga igrača kasnije tijekom utakmice može ponovo ući kao zamjena nekom suigraču.
Glavna uloga napadača je osvajanje i očuvanje posjeda lopte. Također sudjeluju u prekidima (skupu i line-outu). Najčešće, napadači su teži i jači od braniča, no zato su sporiji. U napadu imaju zadaću osvajanja prostora što čine tako da se pretežno zabijaju u protivničke napadače. Nakon zabijanja u protivnike do izražaja dolazi brzina broja 8 i braniča, koji napreduju trčeći s loptom u rukama i nastoje napraviti polaganje.
Uloga braniča je napredovanje prema protivničkom golu trčanjem s loptom u rukama, dodavanjem sa suigračima ili napucavanjem lopte nogom. Nakon što broj 9 (scrum-half) dobije loptu najčešće je dodati broju 10 (fly-half), koji će nakon toga svojim dodavanjima odrediti tijek napada svoje momčadi. Braniči će pokušati doći do protivničkih vrata stvaranjem rupa u protivničkoj obrani, jer upravo kvalitetni braniči rastežu protivničku obranu toliko da ne mogu pokriti čitav teren. Kada se to dogodi, lopta se najčešće dodaje najbržim igračima na terenu, krilima i fullbackovima.

## Oprema
Tradicionalna oprema za rugby union sastoji se od majice s ovratnikom (koja je i danas popularna u modi i često se naziva rugby majicom), kratkih hlača, dugih čarapa (štucni) i kopački. Dozvoljena je i skromna zaštita glave, ramena i ključne kosti. Takva dodatna oprema mora imati odobrenje i zadovoljiti sve standarde IRB-a. Igrači koriste i štitnik za zube.

### Majica i hlače
Majice za rugby lagane su, udobne i čvrste, te moraju podnijeti mnogo povlačenja bez oštećenja. Za izradu modernih majica koriste se lagana, vodootporna, sintetička vlakna. Napadači imaju posebne majice za koje ih njihovi suigrači mogu primiti. Na stražnjem dijelu majice najčešće se nalazi broj igrača i ponekad prezime igrača iznad ili ispod toga broja. Grb kluba tradicionalno je otisnut postrance na gornjem dijelu prsa. Logo i imena sponzora također su otisnuti na majici. Većina klubova koriste domaće i gostujuće dresove, koji su različitih boja.
Hlače su tradicionalno izrađene od pamuka i dizajnirane tako da izdrže sve zahvate i udarce koje im nanose protivnici. Napadači u drugoj liniji sada koriste posebne hlače koje imaju dodatni dio koji omogućuje njihovim suigračima da ih podignu tijekom line-outa.

### Kopačke
Dvije su vrste kopački; one s osam i one sa šest čepova. Kopačke s osam čepova najviše koriste napadači u prvoj liniji, a pomažu im dajući im dodatni kontakt s podlogom prilikom skupa. Kopačke sa šest čepova uglavnom koriste braniči, što im pruža više pokretljivosti i mogućnost bržega napredovanja prema protivničkim vratima. U zadnje vrijeme među braničima postaju popularne kopačke s plastičnim čepovima, baš kakve se koriste u nogometu.

### Zaštita tijela
Zaštitna majica i zaštita za glavu postaju sve popularniji među igračima. Zaštitna majica poglavito štiti ramena i ključnu kost, no pokriva i gornji dio ruke i prsa. Bilo koja zaštitna oprema mora biti odobrena od strane IRB-a. Postoje i rukavice koje ne pokrivaju prste, a služe za bolju kontrolu i primanje lopte. Teška plastika i metali strogo su zabranjeni u rugbyju, kao i bilo koja dodatna oprema koja može prouzročiti ozljedu tijekom igre (iznimka su čepovi na kopačkama, izrađeni od metala ili tvrde plastike). Igrači s problemima s vidom koriste kontaktne leće pošto su tradicionalne naočale strogo zabranjene.

### Štitnik za glavu
Štitnik za glavu (poznat i kao scrum cap) najčešće je napravljen od lagane plastike koja apsorbira udarac, ponajviše u skupu. Štitnik za glavu postaje popularan zbog brojnih ozljeda i krvarenja koje nastaju udarcem čepova kopački u nezaštićenu glavu, najčešće prilikom borbe za loptu nakon što je igrač koji je nosio loptu srušen (rucking). Ipak, pokazalo se da štitnik za glavu ne može spriječiti potres mozga, no štiti od hematoma auris.

### Štitnik za zube
Jedan od prijeko potrebnih dijelova sigurnosne opreme u rugbyju je štitnik za zube, koji štiti zube i desni, te ublažava štetu koju trpe čeljusti i smanjuje šansu za dobivanje potresa mozga. Najbolje štitnike za zube izrađuju zubari. Nakon što se uzme otisak zubiju, štitnik se postavi unutar toga otiska što omogućuje tijesno prianjanje uz zube i uokolo usta. Dostupni su i masovno izrađeni štitnici, a otisak zubiju može uzeti svatko uz pomoć vruće vode.

## Povijest
Porijeklo rugbyja često se pripisuje mladiću W.W. Ellisu koji je "uzeo loptu u svoje ruke i počeo trčati" dok je igrao jedan od prijašnjih oblika nogometa u školi Rugby 1823. godine. Povjesničari su počeli istraživati podrobnije ovu priču sumnjajući u njenu vjerodostojnost, počevši jednu od prvih provjera te verzije priče davne 1895. godine. Usprkos tomu, trofej uručen pobjedniku svjetskih prvenstava u rugbyju nosi ime Webb Ellis u njegovu čast, a memorijalna ploča ispred škole Rugby obilježava njegov pothvat. Igranje raznih vrsta nogometa u Engleskoj ima tradiciju od sredine 17. stoljeća, čak dvjesto godina prije donošenja prvih službenih pravila igre koja se tada nazvala Hurling to Goal. Do osnivanja Engleskoga nogometnoga saveza u listopadu 1863. godine, dvije suprotstavljene strane na terenu dogovarale su pravila prije početka utakmice. Momčadi koje su se međusobno sastajale igrale su sličnu vrstu nogometa. 
Titulu najstarijega kluba koji je igrao neku vrstu nogometa sebi prisvajaju upravo klubovi ragbijaški klubovi; Barnes R.F.C., osnovan u Londonu 1839., te Guy's Hospital Football Club osnovan 1843. godine, usprkos tomu što nema nikakve službene dokumentacije o osnivanju tih klubova upravo te godine. No, najstariji klub koji ima službenu dokumentaciju i potvrđeni datum i godinu nastanka je Dublin University Football Club, irski klub koji je prvi djelovao organizirano te igrao neku od vrsta nogometa. Blackbeath Rugby Club najstariji je klub u Engleskoj (osnovan 1858.), a ujedno je sudjelovao u stvaranju Engleskoga nogometnoga saveza. No, kada je postalo jasno da će taj Savez zabraniti manevriranje loptom rukama te "rušenje, držanje, saplitanje i udaranje u noge", Blackbeath se povukao iz Saveza, i to nakon samo mjesec dana od stvaranja Saveza. Ostali ragbijaški klubovi slijedili su Blackbeathov primjer i odbili su pristupiti Engleskom nogometnom savezu, načinivši tako završni korak u odvajanju nogometa pod pojmom pod kojim ga danas podrazumijevamo, i rugbyja.
Idućih nekoliko godina ragbijaški klubovi dogovarali bi pravila prije početka svake utakmice, čemu se na kraj stalo 26. siječnja 1871. godine, kada je osnovan Rugby Football Union (RFU). RFU je napravio prva službena pravila za sve vrste rugbyja koje su se tada igrale u Engleskoj. Uskoro su počeli nastajati i prvi ragbijaški savezi u državama s ragbijaškom tradicijom i zajednicom. 1886. godine, osnovan je International Rugby Board (IRB), koji je i službeno postao vrhovna grana rugbyja u čitavome svijetu od 1890. godine, kada ga je RFU takvim priznao.
Rugby je na Novi Zeland došao preko Charlesa Johna Monroa, sina Davida Monroa, tadašnjega člana novozelandskoga parlamenta. Charles je poslan u London na sveučilište gdje se prvi put susreo s rugbyjem, da bi kasnije upoznao lokalno novozelandsko stanovništvo s novim sportom, a naposljetku organizirao i prvu ragbijašku utakmicu između Nelson Collegea i Nelson Football Cluba, odigranu 14. svibnja 1870. godine. No, jedan oblik rugbyja na Novom Zelandu igrao se već 1853. godine. U Sjevernoj Americi rugby se razvio u kanadski i američki nogomet.
U devedesetim godinama dvadesetoga stoljeća pojavila se i prva naznaka profesionalnoga bavljenja rugbyjem, i to nakon sve većeg jaza koji se stvarao između radničkih klubova sjeverne Engleske i južnih klubova srednje klase. 22 kluba istupila su iz RFU-a 29. kolovoza 1895. i sastali se u George Hotelu u engleskom Huddersfieldu. Tom prilikom osnovali su Northern Rugby Football Union (NRFU), često nazivan i Northern Union, što je značilo podjelu rugbyja na rugby union i rugby league, iako se naziv league nije koristio sve do 1922. godine. NRFU je donio svoja prva službena pravila 1901. godine.
Na početku 20. stoljeća, na čitavoj se Australiji igrao rugby union. No, nakon gostovanja koja je odradila profesionalna reprezentacija Novoga Zelanda u Australiji i Velikoj Britaniji 1907. godine, te gostovanja koje je australska reprezentacija odradila u Velikoj Britaniji, čitava se južna polutka priklonila pravilima rugby leaguea. Nakon nastanka dvaju struja u rugbyju, postalo ih je potrebno razlikovati. Pod unionom su ostali savezi koji su i dalje bili članovima IRB-a. Članovi leaguea dopuštali su i profesionalizam, za razliku od uniona u kojemu su mogli djelovati samo amateri.
IRB-u je trebalo gotovo sto godina (26. kolovoza 1995.) da proglasi union igrom otvorenom za apsolutno sve igrače, profesionalce ili amatere, te uklonio sva ograničenja na primanja igrača koja su se odnosila na sam sport. Za taj potez čelnici IRB-a su se odlučili nakon što su se pojavile glasine da će američki moćnik Rupert Murdoch financirati profesionalno natjecanje rugby leaguea koje je obuhvaćalo čitavu južnu Zemljinu polutku. Prijelaz iz amaterizma u profesionalizam stvorio je jaz između dotada poprilično izjednačenih reprezentacija. Osim toga, na udaru se našao veliki broj klubova s dugom tradicijom koji nije uspio pratiti korak s profesionalnim sportom. No, pozitivna strana nenadanoga profesionalizma postala je velika popularnost uniona među ženama u SAD-u i Kanadi.
Osim velikoga utjecaja na mentalitet igrača, i navijači su započeli masovno pratiti svoje reprezentacije na natjecanjima. Brojne tvrtke postale su sponzori klubovima, koji su na taj način postali bogatiji, a njihove domaće utakmice počeo je pratiti sve veći broj gledatelja, posebno u engleskom Premiershipu, zbog čega brojne uprave klubova razmišljaju o proširenju svojih stadiona. Svaki veći međunarodni turnir uglavnom je rasprodan. Zbog nenadanoga rasta i bogaćenja uniona, brojni igrači leaguea prelaze za velike svote novca u klubove i reprezentacije koje se natječu u unionu.

## Rasprostranjenost uniona po svijetu
Za relativno kratko vrijeme od kako je union profesionalan, postao je najpopularniji sport u malom broju država (poglavito onim oceanijskim kao Tonga, Samoa..), te relativno popularan širom svijeta, uključujući i Hrvatsku, koja polaganim ritmom izlazi iz amaterizma, a već tradicionalno splitska Nada bilježi izvrsne rezultate u jakim europskim natjecanjima, uključujući i višestruke naslove u Interligi, 2001. godine osvojeni Kup srednjoeuropskih prvaka, uz brojne domaće trofeje. Ukupan broj registriranih igrača uniona (amatera i profesionalaca) diljem svijeta je između dva i tri milijuna, u usporedbi s 270 milijuna nogometaša.
IRB nadgleda union diljem svijeta i izdaje pravila igre te pozicije na raznim ljestvicama reprezentacija. U rujnu 2007. postoje 95 stalne i 8 privremenih članica. Prema IRB-ovim podatcima, sport se igra u preko sto država na svih šest stalno naseljenih kontinenata od strane muškaraca i žena svih životnih dobi. IRB, osim što kontrolira Svjetsko prvenstvo, Žensko svjetsko prvenstvo, SP u rugby sevensu, Svjetsko prvenstvo do 19 te 21 godine, određuje mjesto održavanja tih natjecanja izuzevši SP u rugby sevensu, kada IRB kontaktira nekoliko nacionalnih saveza i prepusti organizaciju turnira upravo tim savezima.
Žene sudjeluju u unionu preko sto godina; prvi put je spomenuto da žene igraju na Novom Zelandu 1891., a u Francuskoj 1901. godine. Od sedamdesetih godina dvadesetoga stoljeća igra se sve više razvija, te se danas igra u preko osamdeset država svijeta (prema RFU-u).

## Velika natjecanja
Najvažnije i medijima najpokrivenije natjecanje u unionu zasigurno je Svjetsko prvenstvo, turnir za muškarce koji se održava svake četiri godine a okuplja elitne reprezentacije. Južnoafrikanci su trijumfom u Francuskoj 2007. godine nad Englezima (tadašnjim braniteljima naslova) trenutni svjetski prvaci. Činjenica da su zadnjih pet prvenstava osvojilo četiri različite reprezentacije daje dodatnu napetost i povećava zanimanje navijača, sponzora i medija. Osim Prvenstva, postoje i Kup šest nacija te Kup triju nacija. U Kupu šest nacija sudjeluju Engleska, Irska, Italija, Škotska i Wales. Svaka država igra sa svakom samo jednom, dok u Kupu tri nacije sudjeluju Australija, Novi Zeland i Južna Afrika. U Kupu tri nacije svaka momčad igra sa svakom dva puta; po jednom kod kuće i u gostima. 2006. godine, pak, došlo je do promjene sustava, te sada svaka momčad igra sa svakom tri puta. Od 2008. vjerojatno će se primiti i Argentina.
Žene su s međunarodnim turnirima započele 1982. godine. Preko šest stotina ženskih reprezentativkinja igra u više od četrdeset različitih reprezentacija. Osim Svjetskoga prvenstva za žene, koje se također održava svake četiri godine u drugačijem terminu od muškoga natjecanja, postoji i ženski Kup šest nacija, koji se održava u isto vrijeme kada i muško natjecanje.

### Natjecanja

#### Za reprezentacije
- Svjetski kup
- Kup šest nacija
- The Rugby Championship
- Europski kup nacija

#### Za klubove i regionalne selekcije
- međunarodna
  -  Heineken Cup
  - Europski Challenge kup
  -  Super Rugby
  -  Pro 12
  -  Pacific Rugby Cup
  -  Anglo-velški kup
  -  Regional Rugby Championship

- nacionalna
  -  Nacional de Clubes
  -  Campeonato Argentino de Rugby
  -  Australian Rugby Championship
  -  Aviva Premiership Rugby
  -  RFU Championship
  -  Top 14
  -  Prvenstvo Hrvatske u ragbiju
  -  All-Ireland League
  -  Campionato Nazionale Eccellenza
  -  Top League
  -  Currie Cup
  -  Prvenstvo Jugoslavije u ragbiju
  -  National Provincial Championship (ITM Cup)
  -  SuperLiga
  -  Profesionalna ragbijaška liga
  -  Sovjetsko prvenstvo u ragbiju
  -  Škotski Premiership
  -  Campeonato Uruguayo de Rugby
  -  Welsh Premier Division